# Bernard Coulon
Bernard Coulon est un homme politique français, né le 9 mars 1946 à Saint-Pourçain-sur-Sioule (Allier). Ancien député de l'Allier (1993-1997), il est maire de Saint-Pourçain-sur-Sioule de 1995 à 2018 et vice-président du conseil départemental de l'Allier.

## Biographie
Bernard Coulon est second d'une fratrie de cinq enfants. Il grandit et vit dans l'Allier.
Il est masseur-kinésithérapeute de profession et a fini sa carrière en exerçant au Centre hospitalier de Saint-Pourçain-sur-Sioule.
Comme son père, Pierre Coulon, il se tourne très vite vers le syndicat d'initiative de la commune de Saint-Pourçain-sur-Sioule et la politique. Appelé par André Puravet au syndicat d'initiative dès le début des années 1970, Bernard Coulon en devient le président et fait naître le musée de la Vigne. Il démissionne en 1982 pour se présenter aux cantonales. Il est, pour la première fois, conseiller général de l'Allier en 1982.
Bernard Coulon entre au conseil municipal de Saint-Pourçain-sur-Sioule l'année suivante, en 1983, comme premier adjoint chargé de l'économie. Il va alors développer la zone industrielle des Jalfrettes et amener l'usine Vuitton en 1991. Le maroquinier compte sur site trois unités de production et draine 650 emplois.
Il crée le Syndicat intercommunal en 1983. De nouvelles usines s'implantent : Atel, puis Intersig, Fertilux, Wood Pellets... La zone des Jalfrettes et le parc logistique de Saint-Loup ne cessent de croître.
L'équipe communale obtient que la quatorzième étape du centième Tour de France parte de Saint-Pourçain-sur-Sioule le samedi 13 juillet 2013.
Il démissionne officiellement de son poste de maire de  Saint-Pourçain-sur-Sioule le 20 décembre 2018. Emmanuel Ferrand, premier adjoint prend alors sa suite jusqu'à la fin du mandat. Bernard Coulon est ainsi premier adjoint depuis le 13 janvier 2019 et conserve les dossiers liés au développement économique de la ville.

### Affaires judiciaires
Il est jugé avec son épouse le 12 octobre 2023 par le Tribunal correctionnel de CUSSET pour prise illégale d'intérêts et condamné à 5 mois d'emprisonnement avec sursis, 25.000 euros d'amende et une inéligibilité ,,,.

## Détail des fonctions et des mandats

### Mandat parlementaire
- Député de la 3e circonscription de l'Allier du 28 mars 1993 au 21 avril 1997.

### Mandats locaux
- Maire de Saint-Pourçain-sur-Sioule de 1989 à 2018 (réélu en 1995, 2001, 2008, 2014).
- Président de la Communauté de communes en Pays Saint-Pourcinois.
- Conseiller départemental général de l'Allier de 1982 à 2021 (réélu en 1988, 1994, 2001, 2008 et 2015).

## Distinctions
- 2000 :  Chevalier de la Légion d'honneur
- 2017 :  Officier de la Légion d'honneur[7].